# Cristián Cuturrufo
Cristián Cuturrufo all'anagrafe Christian Alejandro Cuturrufo Contador (Coquimbo, 27 giugno 1972 – Santiago del Cile, 19 marzo 2021) è stato un trombettista cileno.

## Biografia
Nacque a Coquimbo, in una famiglia di musicisti: suo padre era un fisarmonicista.
Imparò a suonare la tromba classica presso la Jorge Peña Hen Experimental School of Music con il professor Sergio Fuentes, successivamente proseguì la sua formazione presso l'Università Cattolica del Cile. Si recò poi a Cuba per approfondire gli studi di musica popolare, i ritmi afro-cubani e il jazz, ispirato a solisti come Fats Navarro, Dizzy Gillespie e Arturo Sandoval.
Una volta rientrato in Cile, militò in formazioni di jazz latino per poi far parte di numerosi quintetti jazz.
Per un po' suonò al fianco del leggendario pianista Valentín Trujillo. Grazie a lui diede una più sorvegliata misura delle proprie capacità, il che gli permise poi di incidere pregevoli album come Jazz de Salón (2004) e Villancicos (2005).
In seguito fuse jazz e funk nell'album Cristián Cuturrufo e Latin Funk (2006), per poi sviluppare anche lo swing cileno con Swing nacional (2007).
Morì il 19 marzo 2021 presso la clinica Las Condes di Santiago, per complicazioni da COVID-19, all'età di quarantotto anni. 

## Discografia
- 2000 - Puro jazz (Big Sur)
- 2002 - Latin jazz (Big Sur)
- 2003 - Recién salido del horno (Big Sur)
- 2004 - Jazz de salón (autoprodotto)
- 2005 - Villancicos (Perseguidor Records)
- 2006 - Cristián Cuturrufo y la Latin Funk (autoprodotto)
- 2007 - Swing nacional (Fondart)
- 2010 - Cutu! (autoprodotto)
- 2016 - The Chilean Project live at the Blue Note (Pez)
- 2019 - Socos